# Adalbert Rogulja
Adalbert Rogulja (ur. 29 sierpnia 1898 w Budapeszcie, zm. po 1945 w Starej Gradišce) – jugosłowiański wojskowy (pułkownik), dowódca bazy lotniczej Rajlovac w Sarajewie, dowódca Lotnictwa NDH, a następnie attaché wojskowy NDH w Budapeszcie podczas II wojny światowej.

## Życiorys
Służył w armii austro-węgierskiej podczas I wojny światowej. Po utworzeniu pod koniec 1918 Królestwa SHS, podjął służbę w armii jugosłowiańskiej w stopniu porucznika artylerii. W 1922 został przeniesiony do lotnictwa. W 1923 ukończył wstępne szkolenie na pilota, zaś w 1927 uzyskał pełny status pilota samolotów myśliwskich. Do 1940 wykładał (od pewnego czasu jako zastępca komendanta) w Jugosłowiańskiej Akademii Sił Lotniczych. W 1941 r. w stopniu pułkownika objął funkcję w dowództwie lotnictwa szkoleniowego. Po utworzeniu Niepodległego Państwa Chorwackiego (NDH) 10 kwietnia 1941, zgłosił się ochotniczo do jego sił lotniczych. Od 24 kwietnia tego roku w stopniu pułkownika był dowódcą bazy lotniczej Rajlovac w Sarajewie. 23 września 1943 stanął na czele Lotnictwa NDH. 1 czerwca 1944 objął stanowisko w Ministerstwie Sił Zbrojnych. 31 sierpnia tego roku został attaché wojskowym w Budapeszcie. Po kapitulacji Niemiec 9 maja 1945 został aresztowany przez Węgrów, a następnie przekazany władzom SFR Jugosławii. 25 sierpnia tego roku został skazany w Zagrzebiu na karę 10 lat więzienia. Zmarł w więzieniu w Starej Gradišce podczas odbywania kary.